# Garypus beauvoisii
Garypus beauvoisii ist eine wenig erforschte Art der Pseudoskorpione und hauptsächlich im Mittelmeergebiet verbreitet.

## Merkmale
Eine relativ große Art der Pseudoskorpione. Der Körper ist gelblich gefärbt, mit rötlichbraunen Pedipalpen.

## Verbreitung
Die Art ist vor allem aus Südeuropa, Nordafrika und Westasien bekannt. Dazu zählen Algerien, Tunesien, Libyen und Ägypten in Nordafrika, Israel und Zypern in Westasien, Griechenland, Bosnien und Herzegowina und Kroatien in Südosteuropa und Portugal, Spanien, Frankreich, Italien und Malta in Südwesteuropa. Michael Chinery gibt zudem die Südküste Englands an.

## Taxonomie
Die Art wird manchmal Garypus beauvoisi geschrieben. Zudem finden sich manchmal fehlerhafte Angaben zum Autor der Art und dieser wird mit (Savigny, 1929) angegeben. Marie Jules César le Lorgne de Savigny starb jedoch bereits im Jahr 1851. Victor Audouin beschrieb die Art 1826 unter dem Namen Chelifer beauvoisii. Das Typusexemplar stammt aus Ägypten. Weitere Synonyme sind Chelifer bravaisii Gervais, 1842 und Garypus litoralis L. Koch, 1873.